# Magyarország borrégióinak listája

Magyarország borvidékei:
1 Soproni borvidék
2 Somlói borvidék
3 Zalai borvidék
4 Balaton-felvidéki borvidék
5 Badacsonyi borvidék
6 Balatonfüred–Csopaki borvidék
7 Balatonboglári borvidék
8 Pannonhalmi borvidék
9 Móri borvidék
10 Etyek–Budai borvidék
11 Neszmélyi borvidék
12 Tolnai borvidék
13 Szekszárdi borvidék
14 Pécsi borvidék
15 Villányi borvidék
16 Hajós–Bajai borvidék
17 Kunsági borvidék
18 Csongrádi borvidék
19 Mátrai borvidék
20 Egri borvidék
21 Bükki borvidék
22 Tokaji borvidék

Magyarország borrégióinak listája a hozzájuk tartozó borvidékekkel.
A szőlőtermesztésről és a borgazdálkodásról szóló 2004. évi XVIII. törvény záró rendelkezései az agrárpolitikáért felelős minisztert hatalmazzák fel, hogy rendeletben megállapítsa a borvidékek és a hozzájuk tartozó települések listáját, valamint a borvidéki régiókat. A borvidékek hatályos listáját a 127/2009. (IX. 29.) FVM rendelet 1. számú melléklete tartalmazza.
| Borvidék                      | Terület (hektár) | Terület (hektár) | Terület (hektár) |
| Borvidék                      | Teljes           | I. osztályú      | Termő            |
| ----------------------------- | ---------------- | ---------------- | ---------------- |
| Felső-Pannon borrégió         |                  |                  |                  |
| Etyek–Budai borvidék          | 5600             | 3927             | 1600             |
| Móri borvidék                 | 2000             | 1459             | 900              |
| Neszmélyi borvidék            | 6500             | 4223             | 1400             |
| Pannonhalmi borvidék          | 3900             | 3236             | 620              |
| Soproni borvidék              | 4287             | 3236             | 1892             |
| Balaton borrégió              |                  |                  |                  |
| Badacsonyi borvidék           | 4200             | 3642             | 1600             |
| Balatonboglári borvidék       | 9980             | 8156             | 3200             |
| Balatonfüred–Csopaki borvidék | 6350             | 5792             | 2150             |
| Balaton-felvidéki borvidék    | 5200             | N/A              | 1300             |
| Somlói borvidék               | 1142             | 886              | 600              |
| Zalai borvidék                | 6100             | 4107             | 1600             |
| Duna borrégió                 |                  |                  |                  |
| Csongrádi borvidék            | 14 311           | 2595             | 2022             |
| Hajós–Bajai borvidék          | 14 874           | 0                | 2258             |
| Kunsági borvidék              | 103 863          | 1436             | 25 000           |
| Felső-Magyarország borrégió   |                  |                  |                  |
| Bükki borvidék                | 17 600           | N/A              | 1750             |
| Egri borvidék                 | 21 160           | 18 302           | 6000             |
| Mátrai borvidék               | 32 500           | 24 261           | 7800             |
| Pannon borrégió               |                  |                  |                  |
| Pécsi borvidék                | 7000             | 6416             | 823              |
| Szekszárdi borvidék           | 6000             | 3789             | 2633             |
| Tolnai borvidék               | 11 300           | 7362             | 2900             |
| Villányi borvidék             | 4522             | 2911             | 2546             |
| Tokaji borrégió               |                  |                  |                  |
| Tokaji borvidék               | 11 149           | 9829             | 5922             |

## Termelési adatok
Több évnyi folyamatos csökkenés után enyhén emelkedett az összes szőlőterület, amely 2008-ban 83 ezer hektárt tett ki. A hektáronkénti 7,5 tonnás termésátlag a 2007. évinél 6 százalékkal magasabb, 570 ezer tonnás össztermést eredményezett.
Ennek megfelelően a bortermelés is emelkedett, a jó szőlőtermés 3,8 millió hektoliter bor előállítását tette lehetővé.